# Weiden in der Oberpfalz
Weiden in der Oberpfalz, in ambtelijke documenten soms afgekort tot Weiden i.d.OPf., is een kreisfreie Stadt in de Duitse deelstaat Beieren. De stad telt 42.535 inwoners (31 december 2020) op een oppervlakte van 70,5 km².

## Stadsindeling

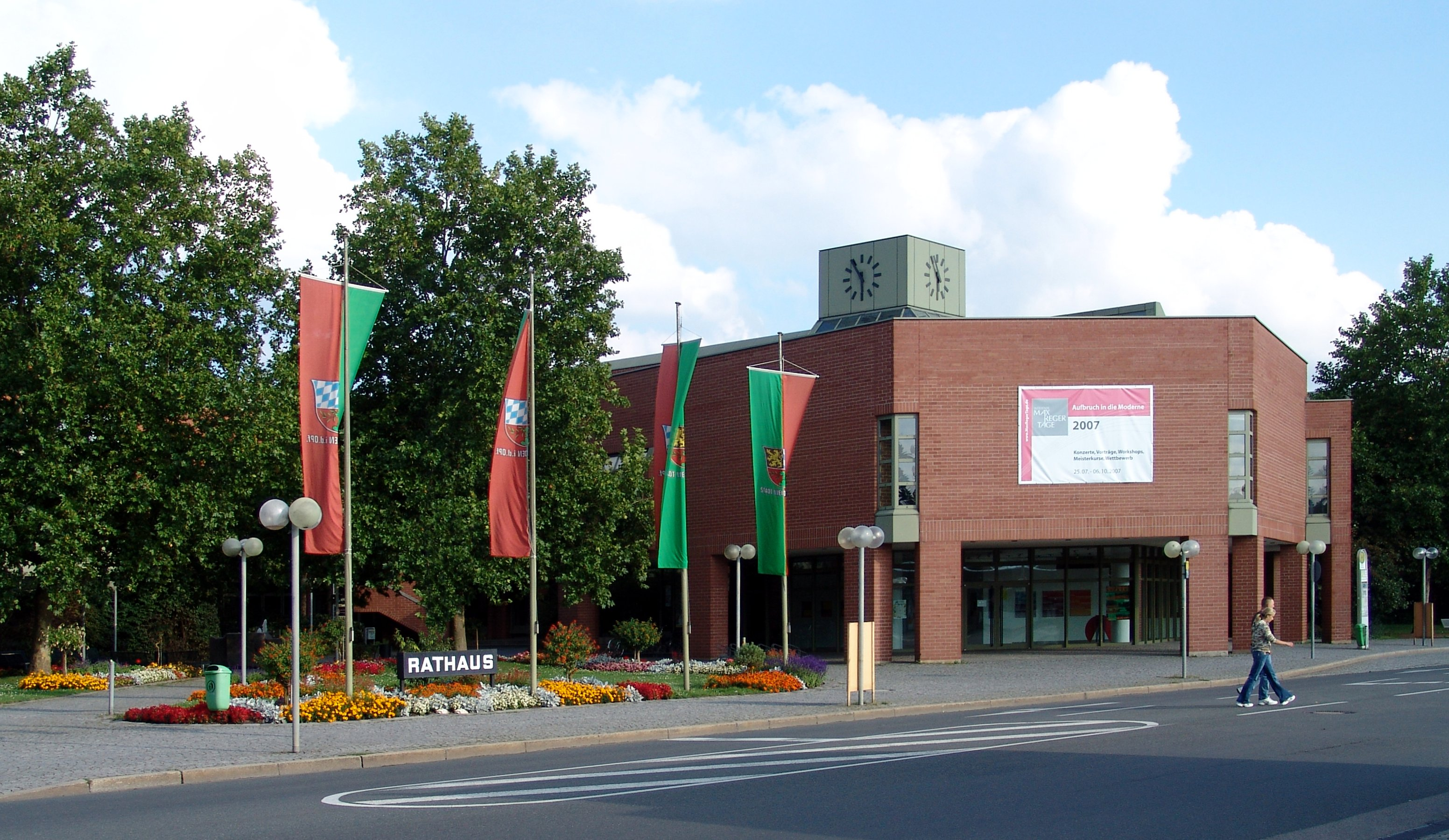
Gemeentehuis (2007)
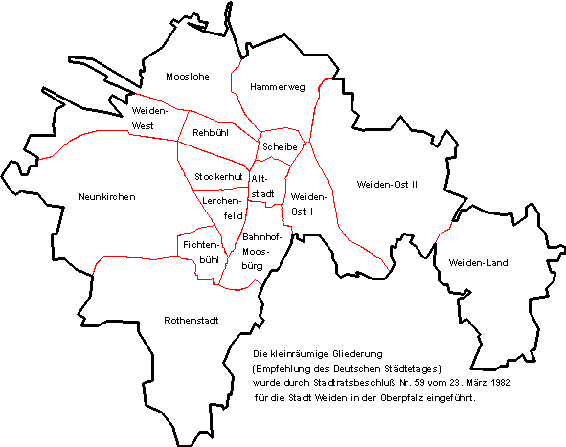
Stadsdelen van Weiden

Er bestaan 15 Stadtteile, die in ieder 3-8, in totaal 83, statistische districten zijn onderverdeeld. en
| \| Nr. \| Stadsdeel \| Oppervl. km² \| Bevolking* \| Opm. \| Bevolk. dichth. (personen per km²) \| \| --- \| ---------------- \| ------------ \| ---------- \| ------------------------------------------------------------------------------------------------------- \| ---------------------------------- \| \| 01 \| Altstadt \| 0,98 \| 3.943 \| Zuidelijke helft centrum met de historische stadskern \| 4023 \| \| 02 \| Scheibe \| 0,86 \| 2.296 \| Noordelijke helft centrum \| 2669 \| \| 03 \| Hammerweg \| 4,32 \| 5.559 \| \| 1286 \| \| 04 \| Weiden-Ost II \| 10,45 \| 2.829 \| incl. Tröglersricht, Zollhaus, Almesbach \| 270 \| \| 05 \| Weiden-Ost I \| 3,14 \| 2.490 \| \| 792 \| \| 06 \| Bahnhof-Moosbürg \| 2,55 \| 1.466 \| \| 574 \| \| 07 \| Fichtenbühl \| 1,27 \| 1.192 \| incl. Ermersricht \| 938 \| \| 08 \| Stockerhut \| 1,80 \| 3.953 \| \| 2196 \| \| 09 \| Lerchenfeld \| 1,45 \| 4.459 \| \| 3075 \| \| 10 \| Weiden-West \| 5,03 \| 2.062 \| incl. Brandweiher \| 409 \| \| 11 \| Rehbühl \| 1,53 \| 6.538 \| \| 4273 \| \| 12 \| Mooslohe \| 5,50 \| 3.559 \| incl. Moosöd \| 647 \| \| 13 \| Neunkirchen \| 11,50 \| 1.718 \| incl. Frauenricht , Latsch , Halmesricht, Spitalöd en Wiesendorf \| 149 \| \| 14 \| Rothenstadt \| 11,73 \| 3.145 \| incl. Ullersricht , Neubau , Maierhof , Mallersricht en M.-Ziegelhütte \| 268 \| \| 15 \| Weiden-Land \| 8,43 \| 235 \| bestaande uit de plaatsjes Muglhof , Matzlesrieth , Unterhöll , Mitterhöll , Trauschendorf en Oedenthal \| 27 \| \| \| Weiden \| 70,54 \| 45.444 \| \| \| * 31-12-2021 incl. tweede-woningbezitters |                  |              |            | |                                    |
| Nr. | Stadsdeel        | Oppervl. km² | Bevolking* | Opm. | Bevolk. dichth. (personen per km²) |
| 01 | Altstadt         | 0,98         | 3.943      | Zuidelijke helft centrum met de historische stadskern                                                   | 4023                               |
| 02 | Scheibe          | 0,86         | 2.296      | Noordelijke helft centrum                                                                               | 2669                               |
| 03 | Hammerweg        | 4,32         | 5.559      | | 1286                               |
| 04 | Weiden-Ost II    | 10,45        | 2.829      | incl. Tröglersricht, Zollhaus, Almesbach                                                                | 270                                |
| 05 | Weiden-Ost I     | 3,14         | 2.490      | | 792                                |
| 06 | Bahnhof-Moosbürg | 2,55         | 1.466      | | 574                                |
| 07 | Fichtenbühl      | 1,27         | 1.192      | incl. Ermersricht                                                                                       | 938                                |
| 08 | Stockerhut       | 1,80         | 3.953      | | 2196                               |
| 09 | Lerchenfeld      | 1,45         | 4.459      | | 3075                               |
| 10 | Weiden-West      | 5,03         | 2.062      | incl. Brandweiher                                                                                       | 409                                |
| 11 | Rehbühl          | 1,53         | 6.538      | | 4273                               |
| 12 | Mooslohe         | 5,50         | 3.559      | incl. Moosöd                                                                                            | 647                                |
| 13 | Neunkirchen      | 11,50        | 1.718      | incl. Frauenricht , Latsch , Halmesricht, Spitalöd en Wiesendorf                                        | 149                                |
| 14 | Rothenstadt      | 11,73        | 3.145      | incl. Ullersricht , Neubau , Maierhof , Mallersricht en M.-Ziegelhütte                                  | 268                                |
| 15 | Weiden-Land      | 8,43         | 235        | bestaande uit de plaatsjes Muglhof , Matzlesrieth , Unterhöll , Mitterhöll , Trauschendorf en Oedenthal | 27                                 |
| | Weiden           | 70,54        | 45.444     | |                                    |

In 2020 (1987) was 55 (78)% van de bevolking van de gemeente rooms-katholiek, 16 (19)% evangelisch-luthers en 29 (4)% aanhanger van een andere godsdienstige gemeenschap, dan wel atheïst.
Een andere indeling van Weiden is die in de eigenlijke Kernstadt en diverse later aan de gemeente toegevoegde plaatsen. Aldus ontstonden 9 zogenaamde Gemarkungen:
| Gemarkung         | Oppervlakte (ha) |
| ----------------- | ---------------- |
| Weiden i. d. OPf. | 3450             |
| Frauenricht       | 817              |
| Rothenstadt       | 686              |

| Gemarkung            | Oppervlakte (ha) |
| -------------------- | ---------------- |
| Neunkirchen b.Weiden | 528              |
| Muglhof              | 519              |
| Mallersricht         | 450              |

| Gemarkung      | Oppervlakte (ha) |
| -------------- | ---------------- |
| Matzlesrieth   | 325              |
| Schwarzenbach  | 201              |
| Manteler Forst | 77               |

## Geografie
De stad ligt in het bosrijke gebied  Oberpfälzer Wald, 80 km ten noorden van Regensburg, ongeveer 65 km ten zuidoosten van Bayreuth en 100 km ten oosten van Nürnberg. De grens met Tsjechië is hemelsbreed 30 km oostwaarts, maar ligt over de weg 40 km verwijderd. Door de stad stroomt de Waldnaab, de noordelijke bronrivier van de Naab.

### Naburige gemeentes
- In het noorden: Neustadt an der Waldnaab
  - Altenstadt an der Waldnaab
  - Störnstein
  - Schirmitz
  - Theisseil
- In het oosten: Vohenstrauß
  - Pirk
  - Bechtsrieth
- In het zuiden: Luhe-Wildenau
  - Etzenricht
- In het westen: Weiherhammer
  - Mantel
  - Parkstein
  - Schwarzenbach (Oberpfalz).

### Infrastructuur

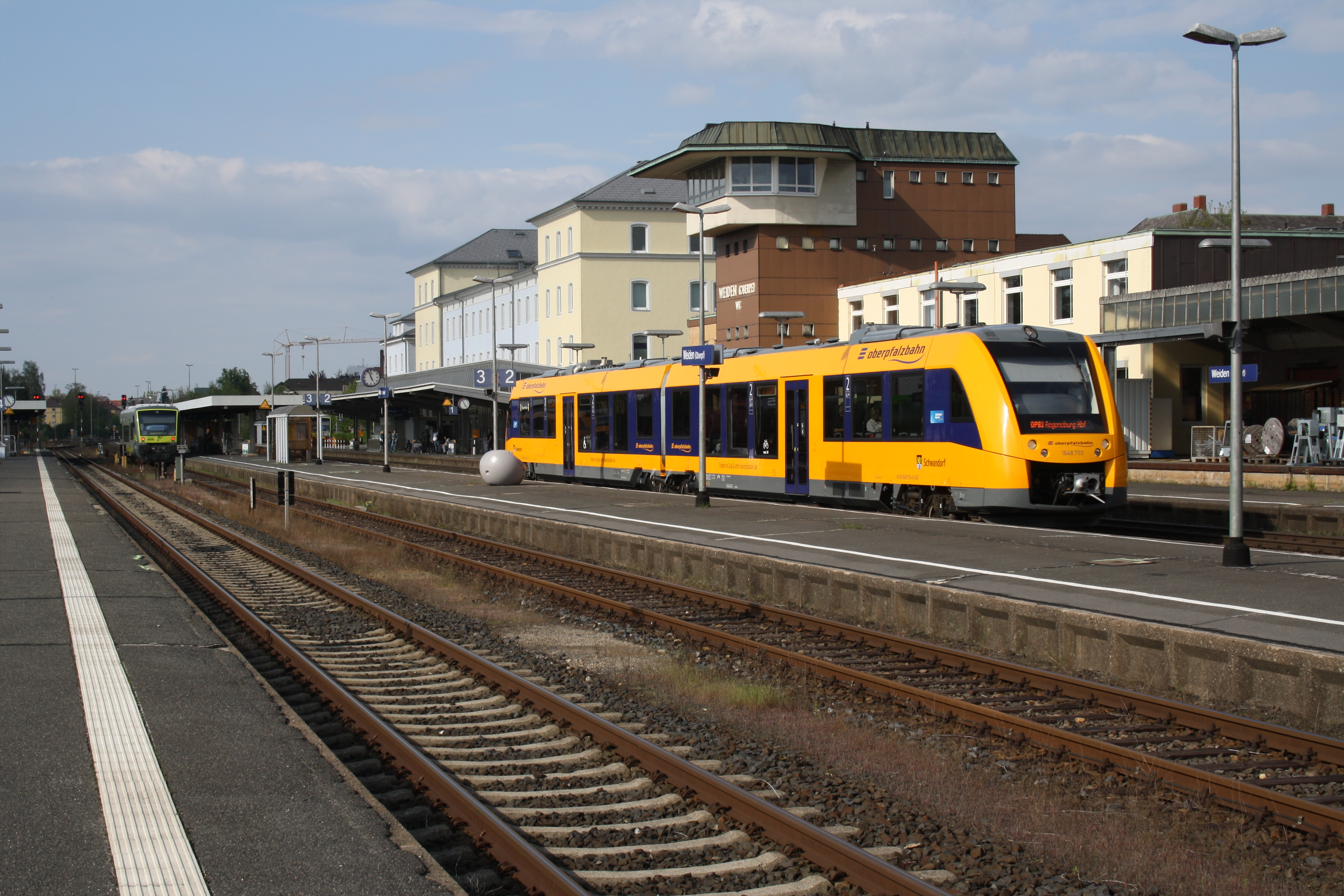
Station
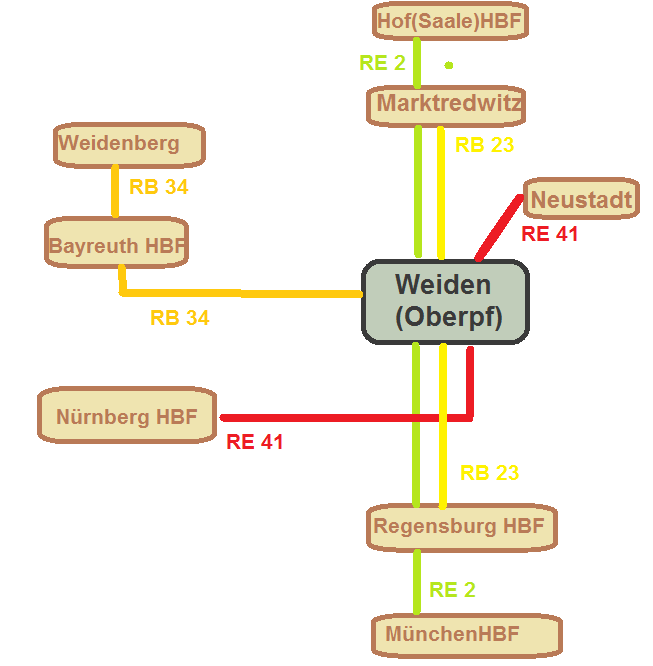
Overzicht spoorverbindingen
Trajectkaart spoorlijn Weiden–Regensburg Hauptbahnhof
Trajectkaart spoorlijn Weiden–Oberkotzau
Trajectkaart spoorlijn Weiden–Bayreuth
Trajectkaart spoorlijn Weiden–Neukirchen
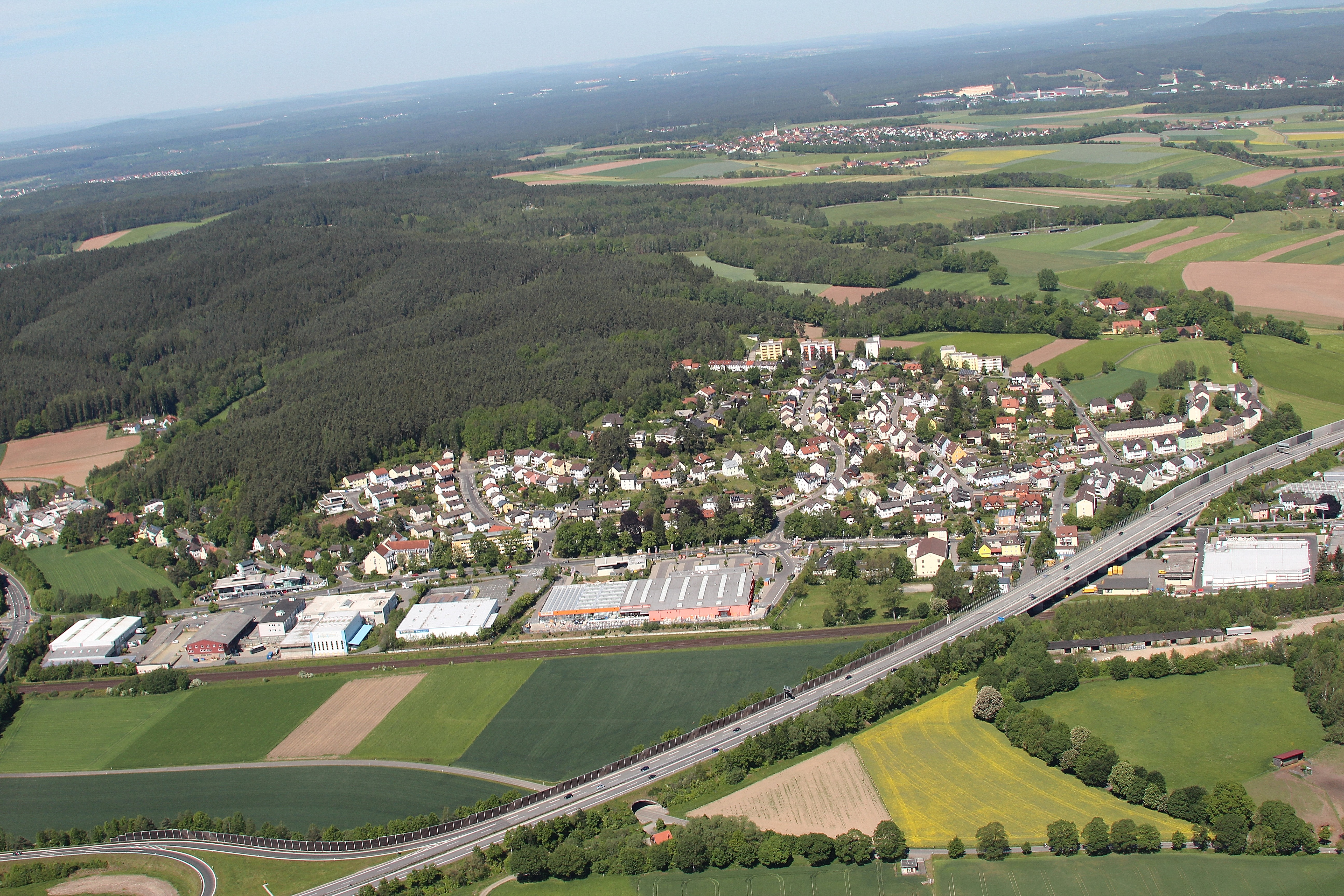
Autobahn A93, op de achtergrond ligt Neunkirchen.
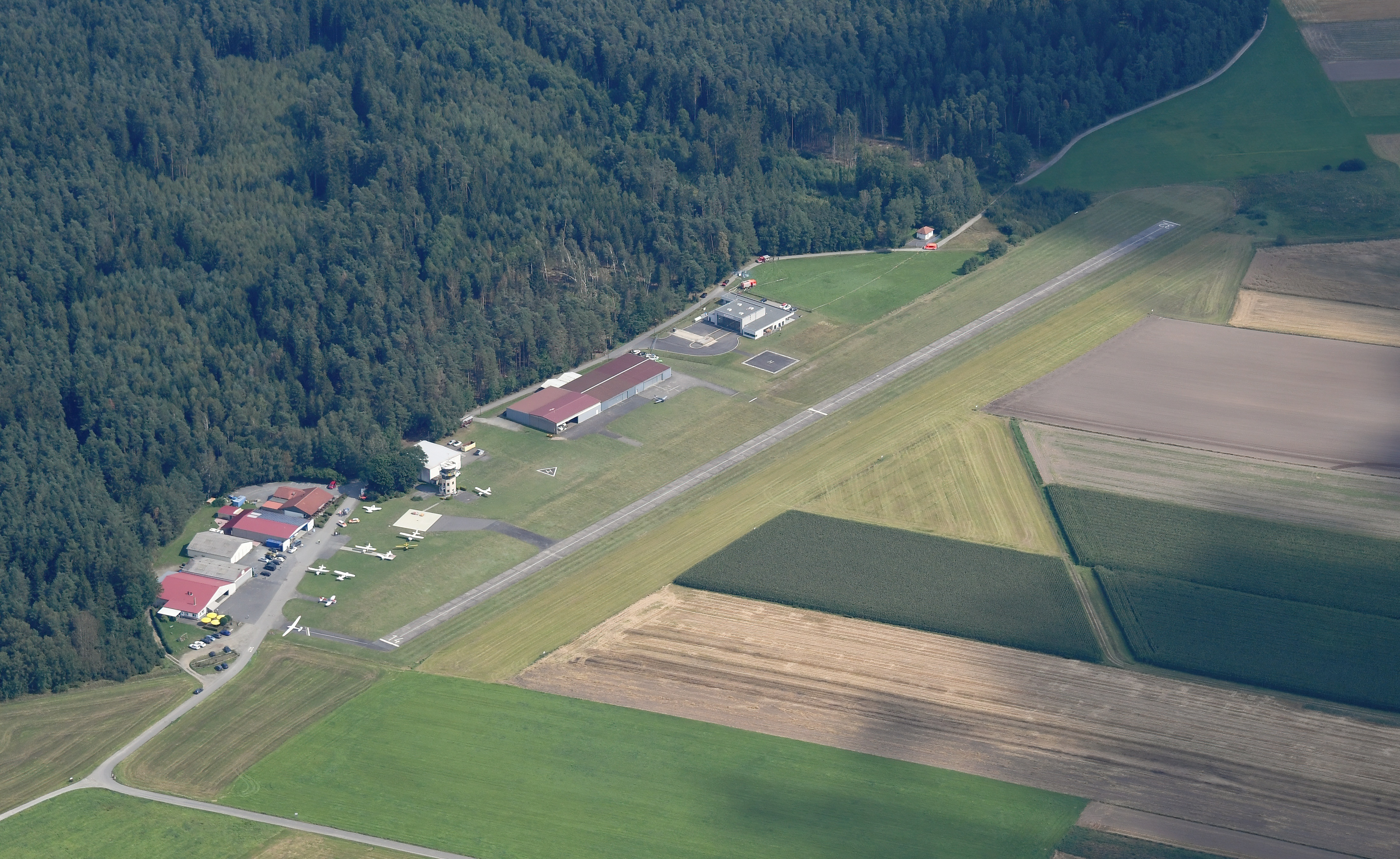
Vliegveld

De belangrijkste hoofdverkeerswegen in de gemeente Weiden zijn:
- A93, van noord naar zuid Hof- Weiden- Regensburg; de afritten 22 (noord) t/m 25 (zuid) liggen bij Weiden.
- Bundesstraße 22, van noordwest naar zuidoost Bayreuth- Weiden- Cham
- Bundesstraße 470, westwaarts naar Forchheim

Sinds 1863 is de stad via het station, dat officieel Bahnhof Weiden (Oberpf) heet, aangesloten op het spoorwegnet. Spoorverbindingen bestaan met Bayreuth, Regensburg, Oberkotzau ( met overstapmogelijkheid naar Hof) en Neukirchen bei Sulzbach-Rosenberg, met overstap naar Neurenberg. Het station ligt minder dan een kilometer ten zuidwesten van de binnenstad.
De stad beschikt sedert 1964 over een klein vliegveld, vooral bedoeld voor helikopters en voor de zweefvliegsport en andere sport- en hobbyvliegtuigjes. Het veld heeft de ICAO-code EDQW. De start- en landingsbaan meet 600 x 60 meter, waarvan 580 x 10,5 meter met beton verhard. De geografische coördinaten luiden: 49° 40′ 44″ noorderbreedte, en 12° 6′ 59″ oosterlengte. Het veld ligt op 405,4 m (1.330 ft) boven zeeniveau, op 4 km ten westen van het centrum van Weiden in der Oberpfalz. Ter plaatse is een traumahelikopter gestationeerd. Er is een vliegschool, waar men sportvliegtuigjes en helikopters kan leren besturen.

## Economie

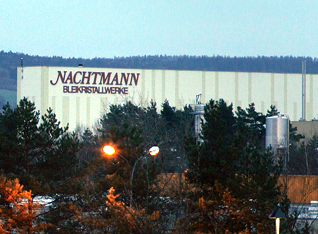
Bedrijfspand loodglasfabriek Nachtmann te Weiden
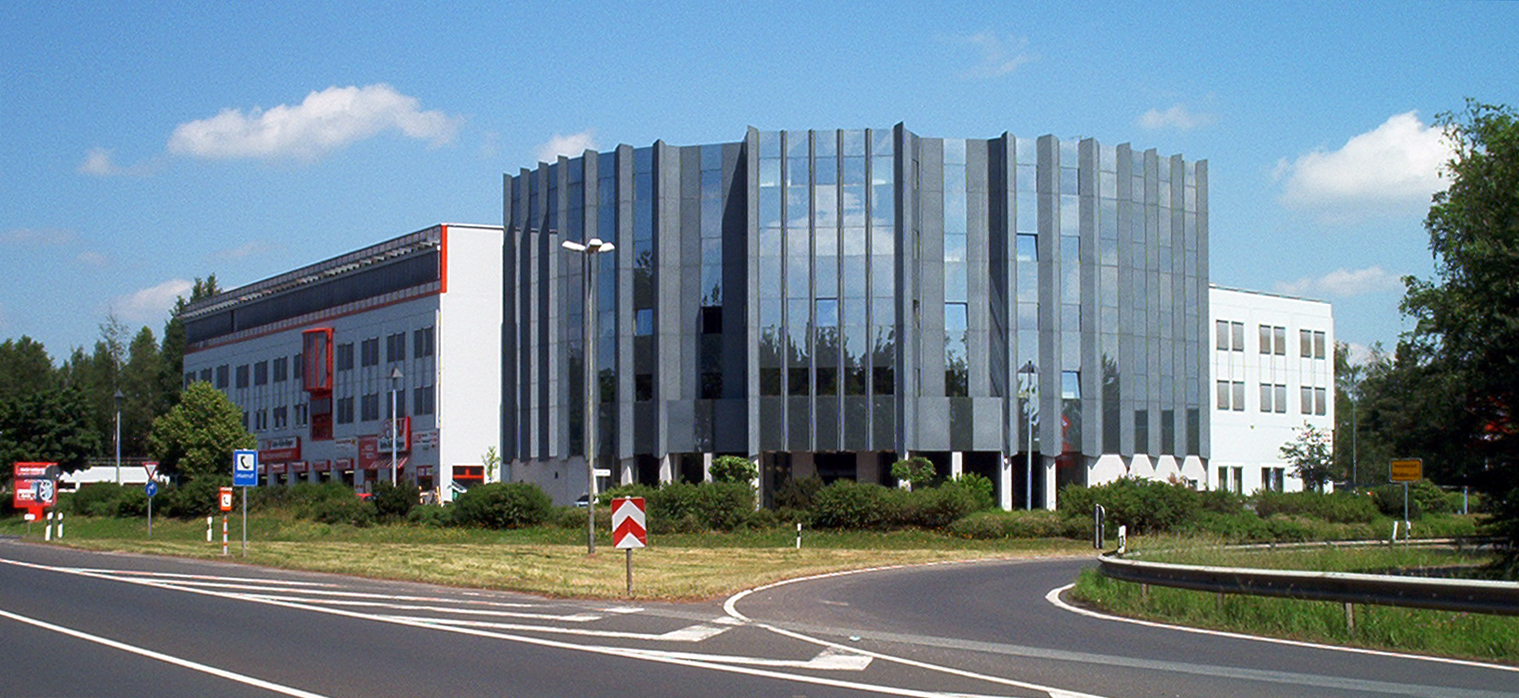
Bedrijfspand Auto Teile Unger (ATU) te Weiden
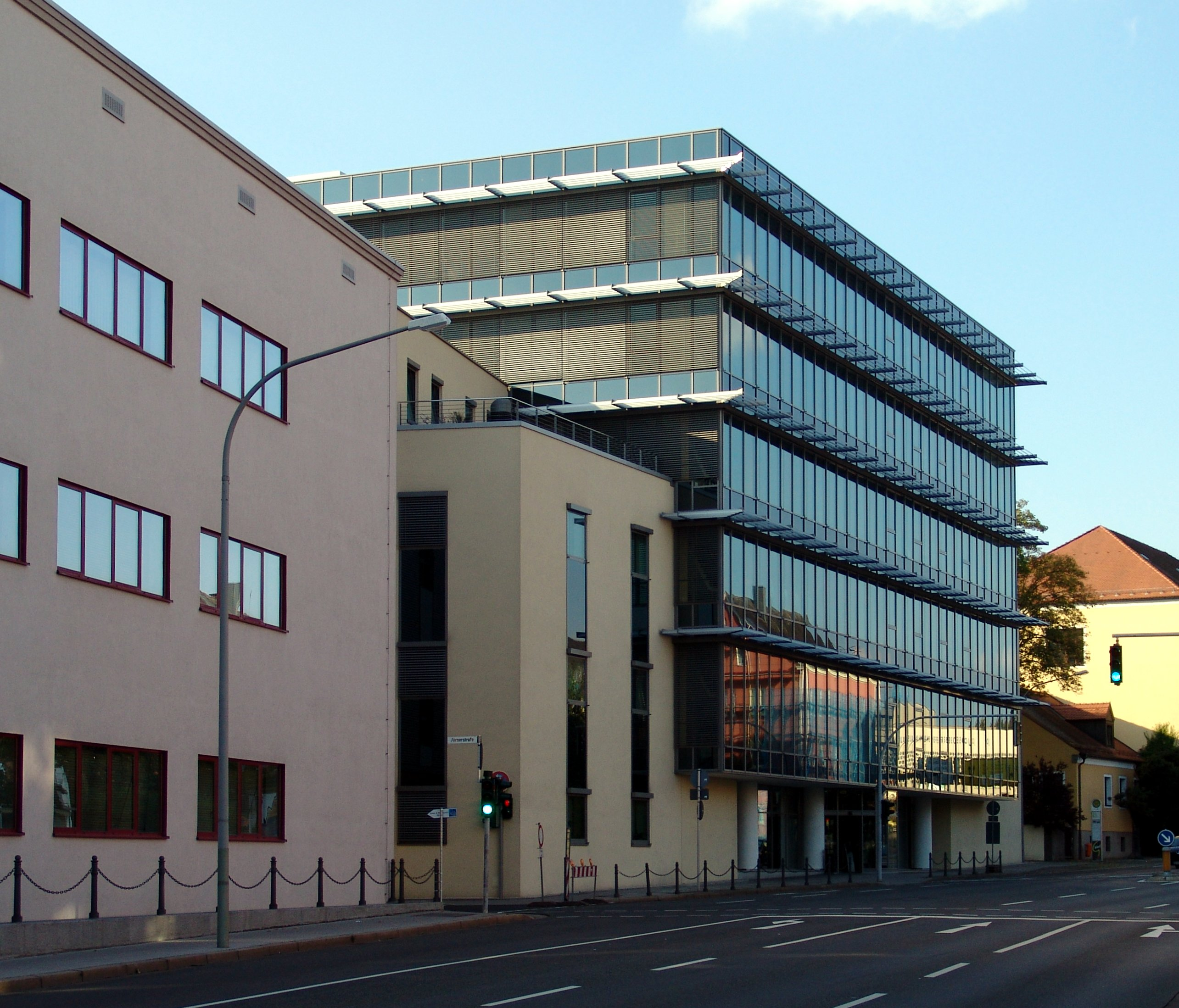
Kantoorpand Witt Weiden

Van noord naar zuid, langs de spoorlijnen, ligt een langgerekte, smalle zone van bedrijventerreinen. Veel bedrijvigheid hier is alleen van regionale of lokale betekenis.
De stad heeft een traditie op het gebied van de fabricage van glas en porselein. Deze bedrijfstakken zijn in de 20e eeuw in belang afgenomen. Toch zijn er te Weiden nog twee kleine porseleinfabrieken overgebleven. Eén daarvan, Seltmann, maakt kop en schotels, serviesgoed e.d. voor dagelijks, huishoudelijk gebruik. De andere onderneming, Bauscher, levert dit soort artikelen aan met name luxe horecabedrijven. Verder is er nog één fabriek, Nachtmann, die o.a. van loodglas drinkglazen, flessen, vazen e.d. produceert. Vervangende werkgelegenheid ontstond vanaf de jaren-1990 in o.a. de branches kunststof verwerkende industrie, computertechnologie en productie van auto-onderdelen. In Weiden is het hoofdkantoor gevestigd van ATU, een landelijke keten garagebedrijven, die vooral autobanden vervangen, en, anno 2022, van plan zijn, zich op het onderhoud van fietsen en e-bikes toe te leggen.
In de stad staat het hoofdkantoor van het in 1907 opgerichte Witt Weiden, een groot postorderbedrijf in dameskleding, dat tot de Otto Group behoort.
De gemeente heeft zich, na de val van het IJzeren Gordijn in 1989, ook toegelegd op uitbreiding van het winkel-areaal, mede met het oog op klanten uit Tsjechië. Daartoe is in 2019 een groot, modern winkelcentrum met de naam NOC Weiden (18.000 m2 winkeloppervlak, 55 winkels) gerealiseerd.
De Bundeswehr beschikt in het westen van de stad over de Major-Radloff-Kaserne, waar meer dan duizend soldaten van uiteenlopende legeronderdelen gestationeerd zijn. Verder beschikt Weiden in der Oberpfalz over een groot ziekenhuis met meer dan 550 bedden en 1800 medewerkers, en talrijke, regionale, ambtelijke instanties.
De stad beschikt over enige bezienswaardigheden in de binnenstad en ligt in een bosrijke omgeving. Hierdoor is enig toerisme ontstaan.

## Geschiedenis

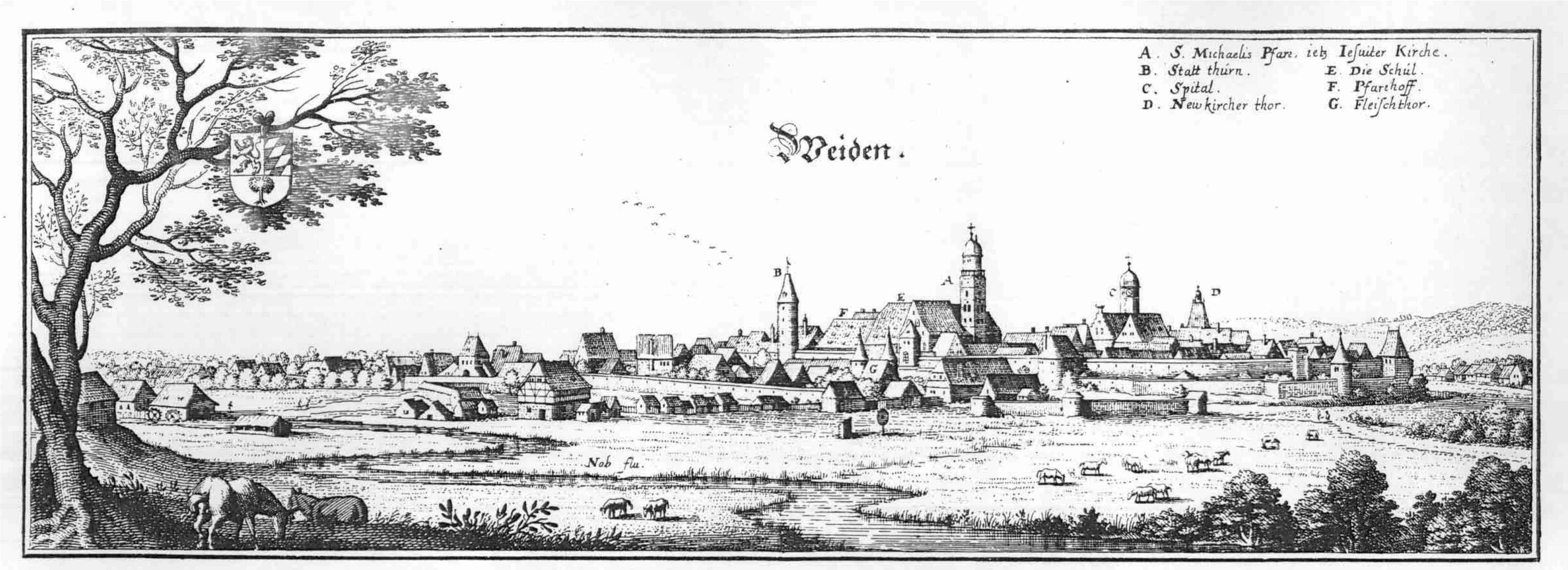
Weiden in het midden van de 17e eeuw (Merian-prent)

Weiden ontstond in de middeleeuwen op een kruising van twee oude handelsroutes, de Goldene Straße (Neurenberg-Praag), en de reeds sinds de Jonge Steentijd bestaande noord-zuidroute van de vindplaatsen van barnsteen aan de Oostzee via het huidige Maagdenburg en de bergpassen over de Alpen naar Italië. In een document uit 1241 wordt de stad voor het eerst vermeld als „apud Weithaa“, wat volgens een meerderheid van de geleerden bij de wilgen betekent. De plaats ligt aan de Naab, waar tot op de huidige dag hier en daar ooibossen met veel wilgenbomen (Duits: Weiden) te vinden zijn. In het stadswapen is ook een wilg afgebeeld. In welk jaar Weiden stadsrechten heeft verkregen, is niet meer bekend; de meeste historici plaatsen dit in de 13e eeuw, omdat in die tijd Weiden reeds in een document een Statt genoemd wordt.
Rondom de stad liggen een aantal dorpjes, waarvan de plaatsnaam op -richt eindigt. Dit is een plaatselijke variant van -reuth, in het Nederlands: -rode. Uit middeleeuwse documenten blijkt, dat deze plaatsjes als ontginningsnederzettingen zijn ontstaan bij plekken, waar bos is gerooid.
De grootste bloeiperiode van Weiden was grofweg van plm. 1375 tot 1618. Het grootste deel van de stad is in de late 14e eeuw planmatig aangelegd en ommuurd. In die tijd is ook een molenbeek (Stadtmühlbach) van de Naab afgeleid, die nog steeds langs het centrum loopt. In 1536 en 1540 werd de stad door grote stadsbranden getroffen. In de 15e en 16e eeuw bloeide de stad vooral door drie bedrijfstakken: de textielnijverheid (Tuchmacher), de pottenbakkerij (Hafner) en de leerlooierij (Lederer). De leerlooiers woonden in een apart stadswijkje.
Van 1421 tot 1714 maakte de plaats binnen het Vorstendom Opper-Palts deel uit van een condominium Parkstein-Weiden. In 1623 werd Wolfgang Willem van Palts-Neuburg heer van beide helften van dit condominium. In de 16e eeuw was de stad, doordat de heersers protestants geweest waren, evangelisch-luthers geworden. Wolfgang Willem was echter orthodox rooms-katholiek en dwong een rekatholisering van het gebied af. In enkele sinds driekwart eeuw evangelisch-lutherse kerkgebouwen leidde dat, in Neunkirchen pas in 1652, tot een verbouwing tot simultaankerk, andere nieuw gebouwde godshuizen waren uitsluitend rooms-katholiek. Gedurende de Dertigjarige Oorlog (1618-1648) hadden Weiden en omgeving veel te lijden van oorlogsgeweld, o.a. bezetting in 1634 door Zweedse troepen. Daarna lag Weiden tot aan de Napoleontische tijd in het Vorstendom Palts-Sulzbach (1615-1791).
In 1863 begon de periode van industrialisatie met de aansluiting van Weiden op het spoorwegnet. De stad werd een centrum van keramiek- en glasindustrie, met rond 1900 voor het eerst meer dan 10.000 inwoners.
In 1919 werd Weiden een kreisfreie Stadt.
Ten tijde van Adolf Hitlers Derde Rijk, werden in het westen van de stad een kazerne voor de Wehrmacht en een Stalag, een kamp voor Franse en Russische krijgsgevangenen, gebouwd. In dit gevangenenkamp stierven veel van de hier opgesloten mannen aan de combinatie van zware dwangarbeid, honger, besmettelijke ziektes en onmenselijke behandeling door de kampbewakers. Voor deze slachtoffers is later een monument opgericht op de begraafplaats, waar hun stoffelijke overschotten rusten. De Tweede Wereldoorlog trof Weiden zwaar op 5 en 16 april 1945, toen de stad door geallieerde vliegtuigen gebombardeerd werd. Bij het tweede bombardement ontplofte een bij het station staande munitietrein, wat ten minste 60 mensen het leven kostte. Op 17 april viel Weiden in handen van Amerikaanse troepen.
Tussen 1945 en 1955 steeg het bevolkingscijfer van Weiden sterk. Duizenden Heimatvertriebene, vooral uit Tsjechië verdreven Sudeten-Duitsers, moesten in de stad een nieuw thuis vinden.

## Bezienswaardigheden, cultuur, toerisme
- De stad heeft een historisch oud centrum, waar talrijke monumentale, oude huizen uit de 16e-19e eeuw bewaard gebleven zijn. Vooral het langgerekte marktplein, begrensd door de poorten Oberes Tor en Unteres Tor, is hier rijk aan. Van de stadsomwalling zijn nog muurfragmenten, enkele torens en de stadspoort Unteres Tor behouden. De poort Oberes Tor is vervangende nieuwbouw uit 1911. De stadstoren Flurerturm, van oorsprong de woning van de Flurer (veldwachter), is als dependance van het politiebureau in gebruik.
- Twee kerkgebouwen zijn van veel meer dan regionale architectuur- en kunsthistorische betekenis; voor uitvoerige beschrijvingen van deze godshuizen wordt verwezen naar de Duitstalige Wikipedia:
  - de evangelisch-lutherse St.-Michaëlskerk, oorspronkelijk 15e-eeuws, is talrijke malen verwoest en weer herbouwd. Van 1633-1899 was het een simultaankerk, d.w.z. dat in het kerkgebouw zowel protestantse als rooms-katholieke kerkdiensten werden gehouden. De beroemde componist Max Reger was vanaf 1883 zes jaar lang organist in deze kerk, en heeft er veel van zijn jeugdwerken, composities van orgelmuziek, geschreven. Het door hem gebruikte kerkorgel bestaat overigens niet meer.
  - de rooms-katholieke Sint-Jozefkerk in deels neoromaanse stijl, deels (vooral van binnen) Jugendstil; ingewijd in 1901.
- Op de Obere Markt staat het uit 1539 daterende Oude Raadhuis. Het is tussen 1981 en 1983 gerenoveerd en van een carillon voorzien. Onderin het Oude Raadhuis zijn, evenals in de 16e eeuw al het geval was, enkele kleine winkeltjes ingericht.
- In de stad staat sedert 1991 een groot congres- en cultuurcentrum, de Max-Reger-Halle. De grote zaal van dit gebouw kan 900 mensen tegelijk een zitplaats bieden.
- Ook een stadspark, met daarin een monument te zijner ere, is naar Max Reger genoemd. In dit Max-Reger-Park vinden in de zomer regelmatig openluchtconcerten e.d. plaats.
- De dorpen Neunkirchen en Rothenstadt hebben beide een bezienswaardige, 18e-eeuwse, evangelisch-lutherse dorpskerk. Zie onderstaande afbeeldingen.
- Jaarlijks vinden in de stad een groot aantal toneel-, muziek- en andere cultuurevenementen plaats, echter van voornamelijk regionale betekenis.

- Het Alte Schulhaus, de voormalige Latijnse en Duitstalige school, herbergt het plaatselijke historische museum.
- Een Waldsassener Kasten genaamd 18e-eeuws kloostergebouw, dat staat op de plaats van een grote graanspieker, herbergt sinds 1990 het Internationale Keramiekmuseum[7] en de openbare bibliotheek van Weiden.

## Afbeeldingen

### Kerkgebouwen

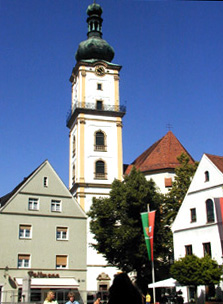
Evang.-lutherse St.-Michaëlskerk
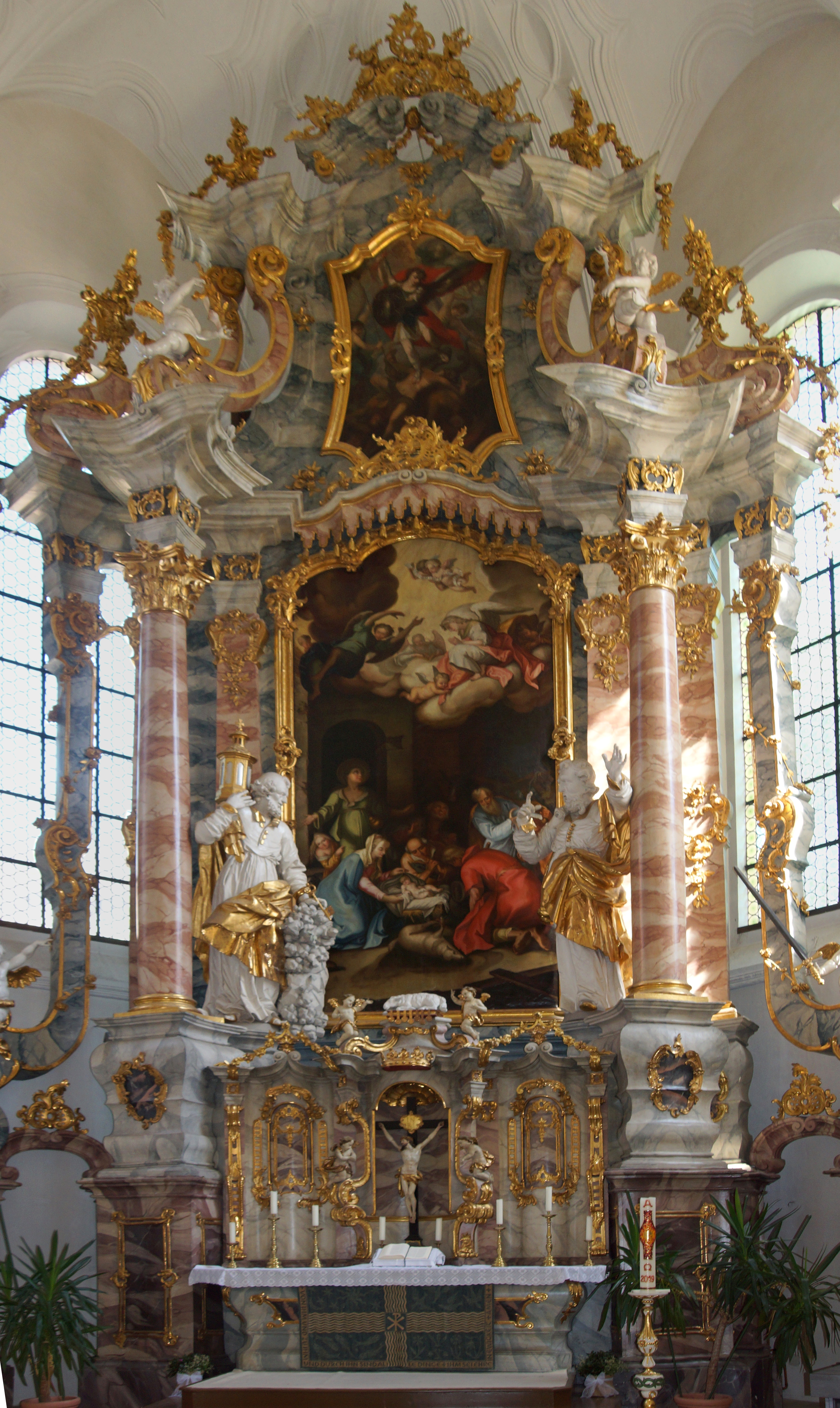
Altaar van deze kerk
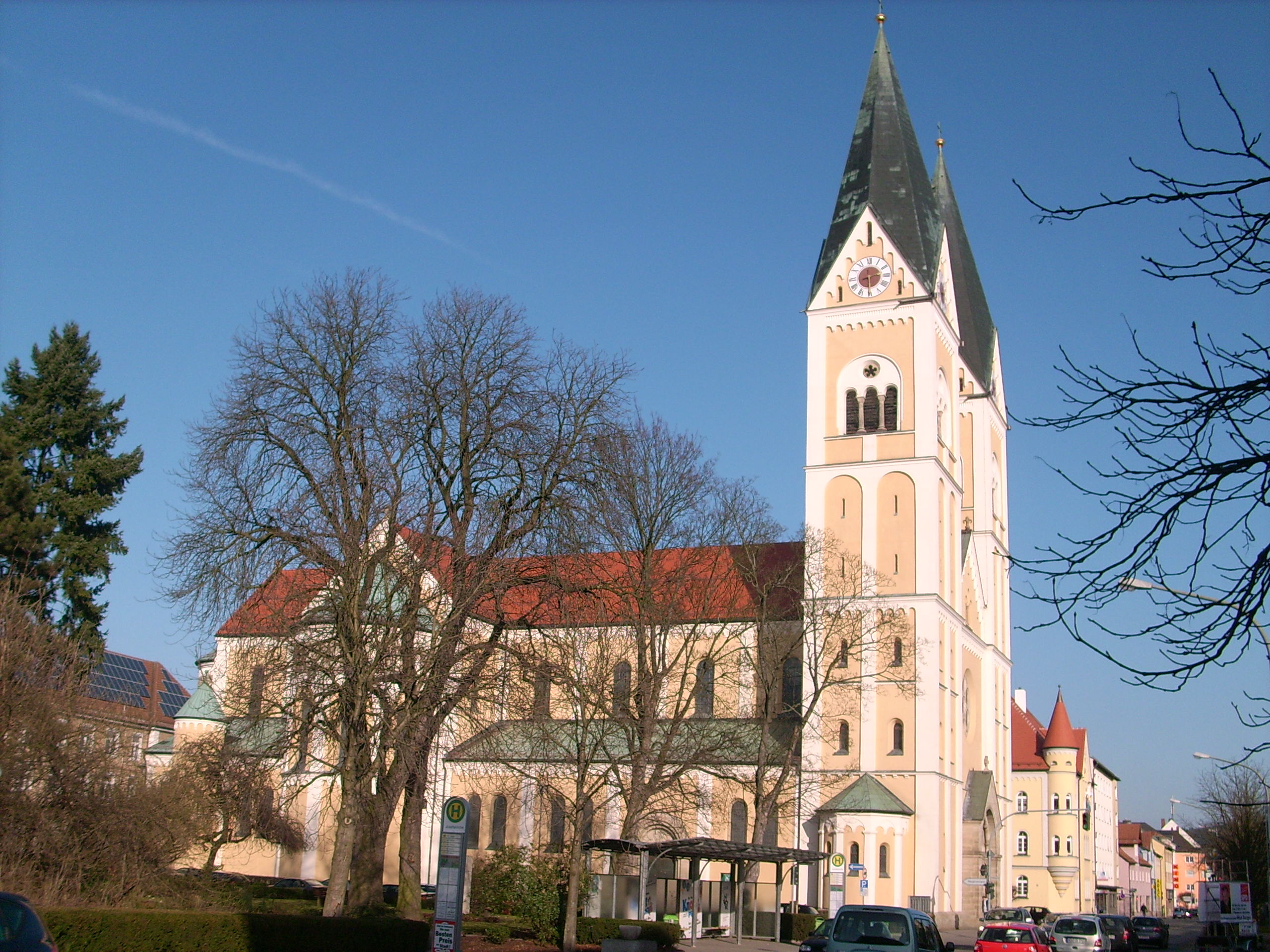
R.K. St.-Jozefkerk
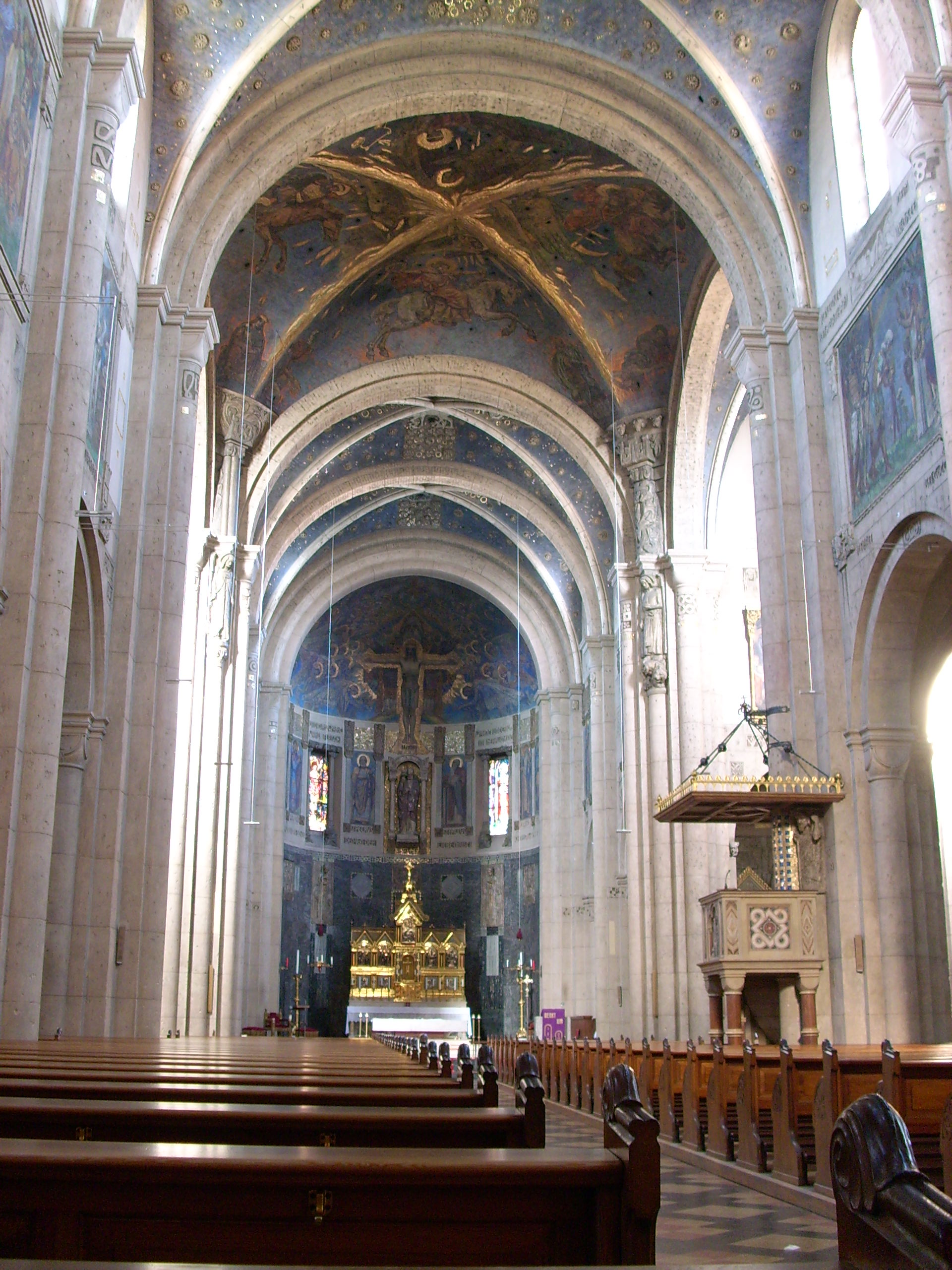
Interieur van deze kerk
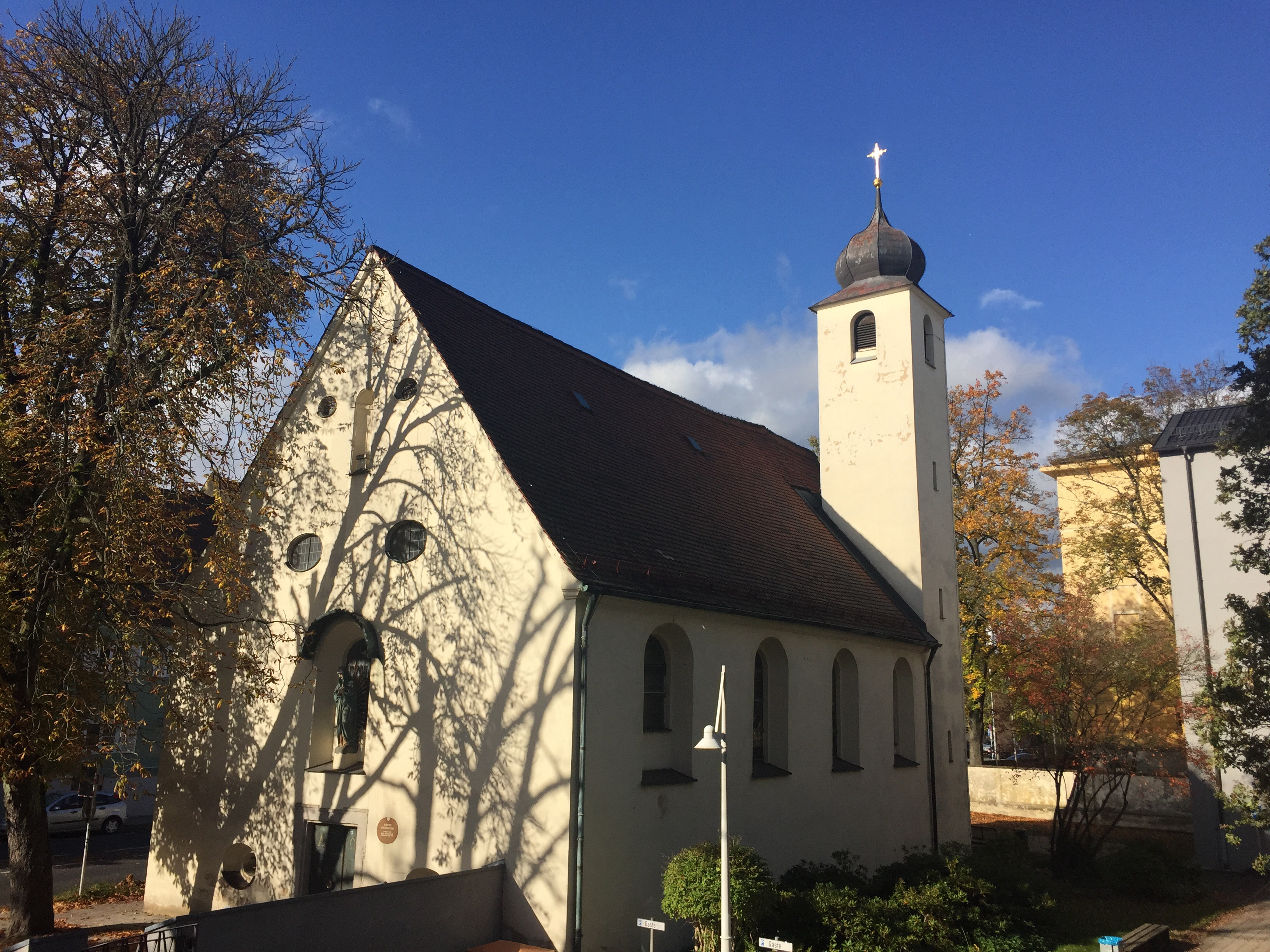
R.K. St.-Sebastiaankerk (1697)
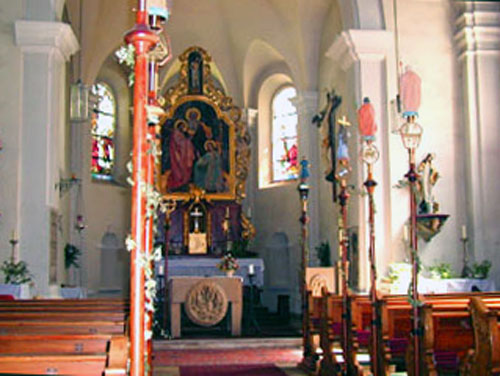
Interieur van deze kerk
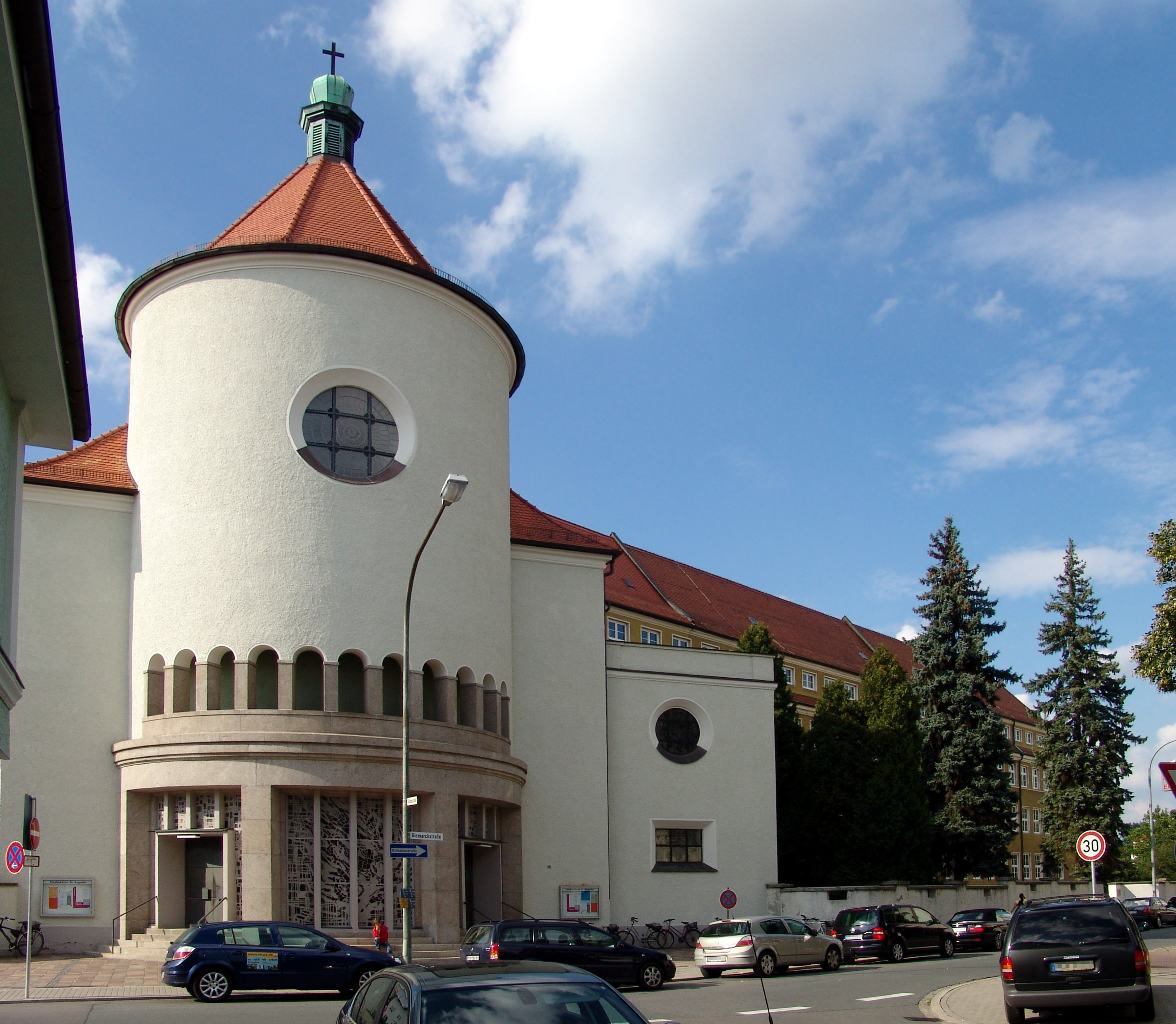
Voormalig augustijner klooster
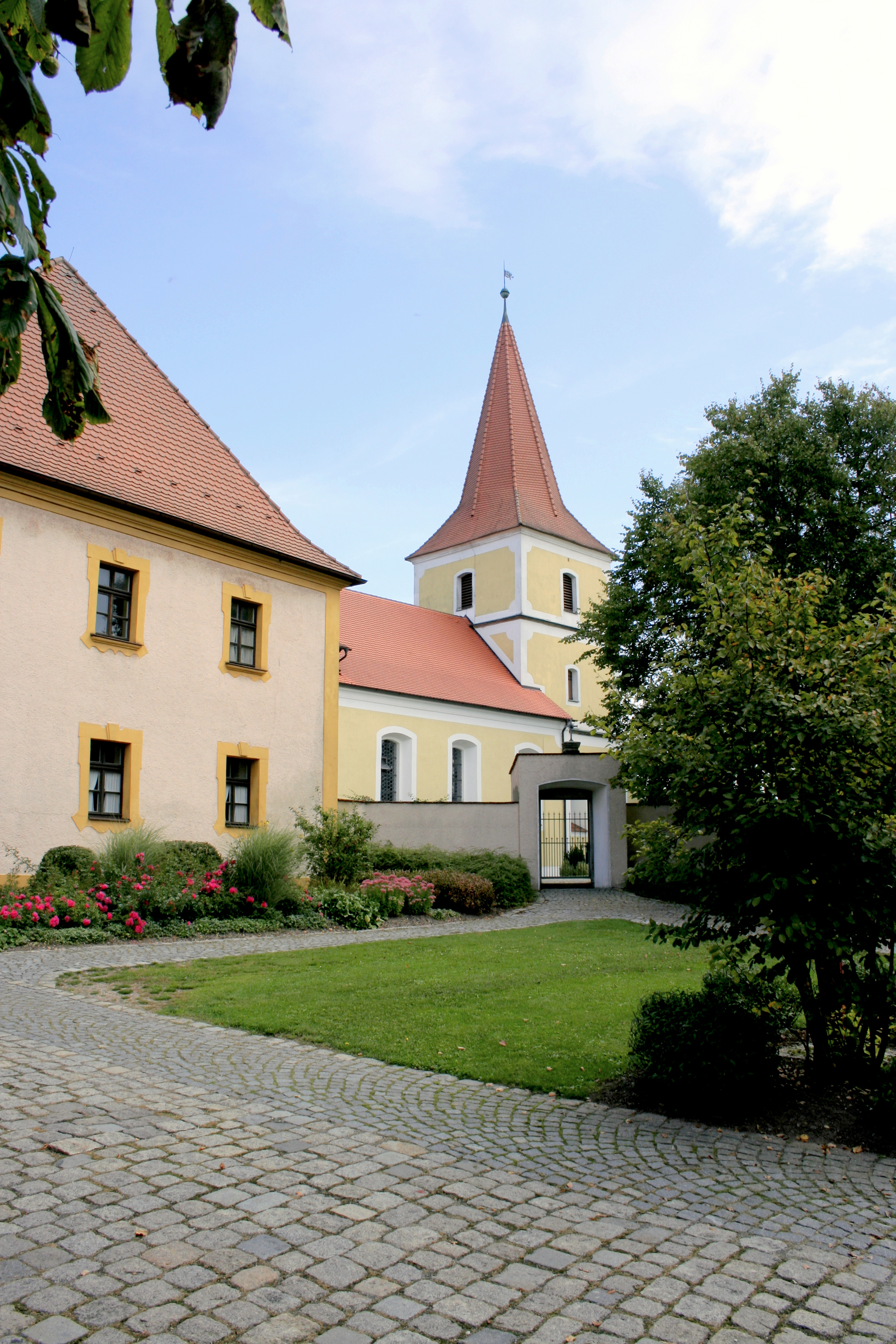
Neunkirchen, evang.-lutherse St.-Dionysiuskerk
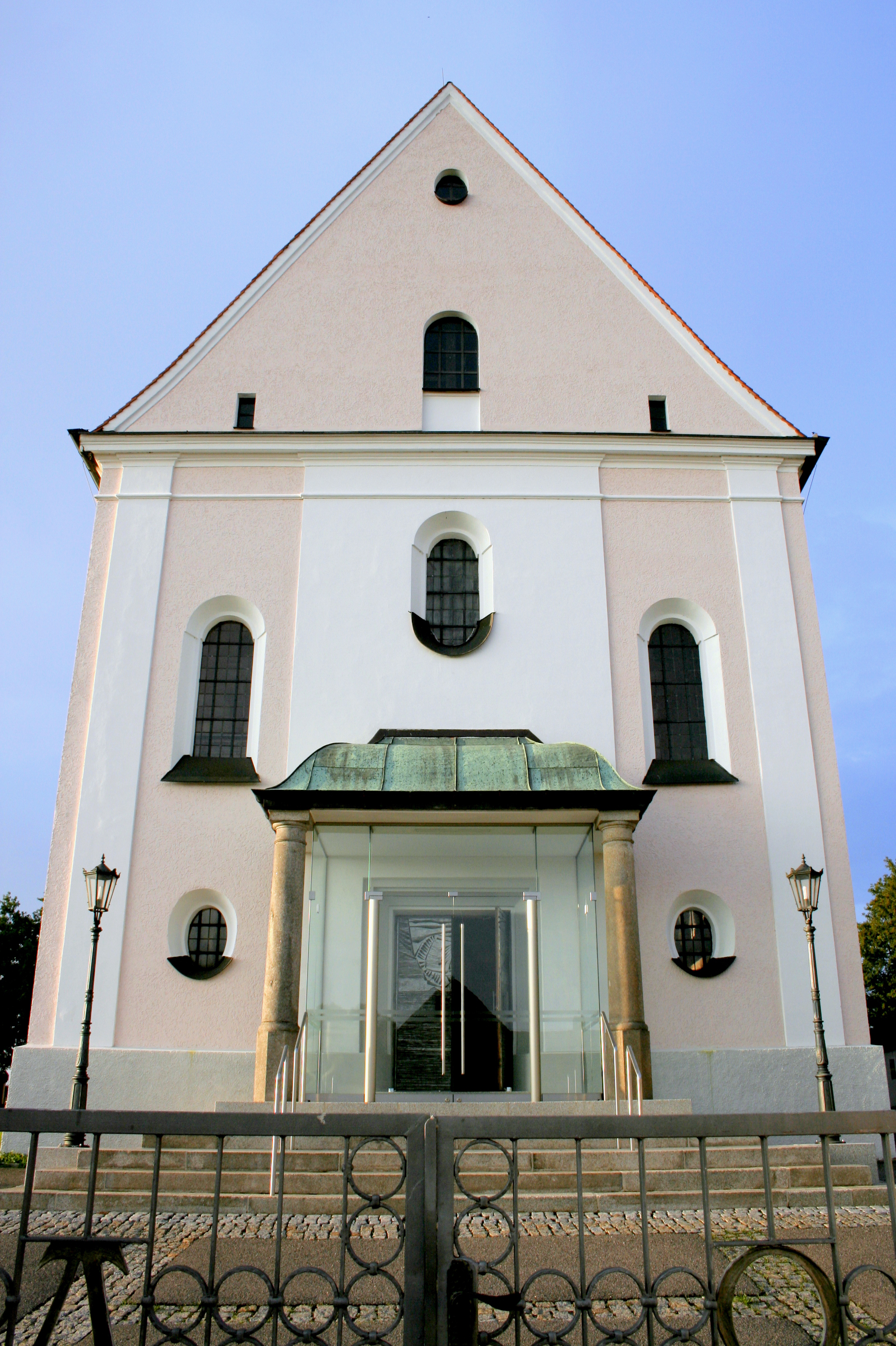
Neunkirchen, rooms-katholieke St.-Dionysiuskerk (1912)
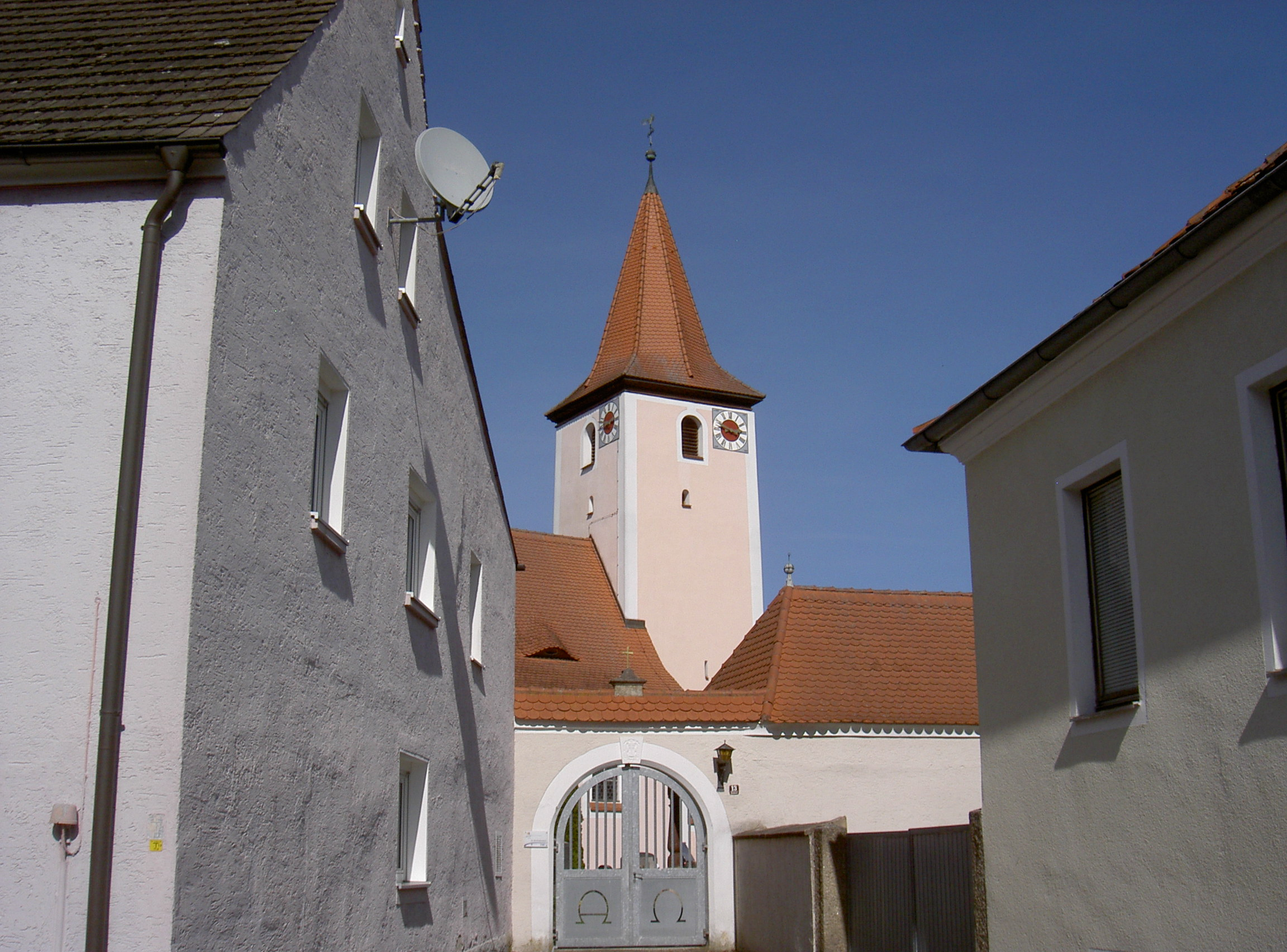
Rothenstadt, evang.-lutherse St.-Bartholomeüskerk

### Overig

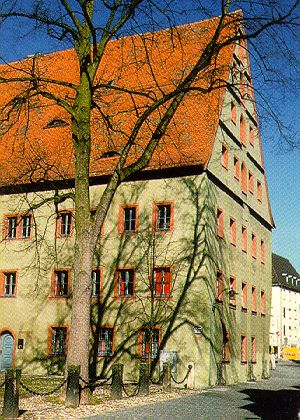
Altes Schulhaus (stadsmuseum)
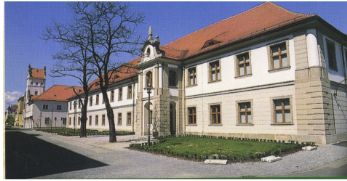
Gebouw Waldsassener Kasten
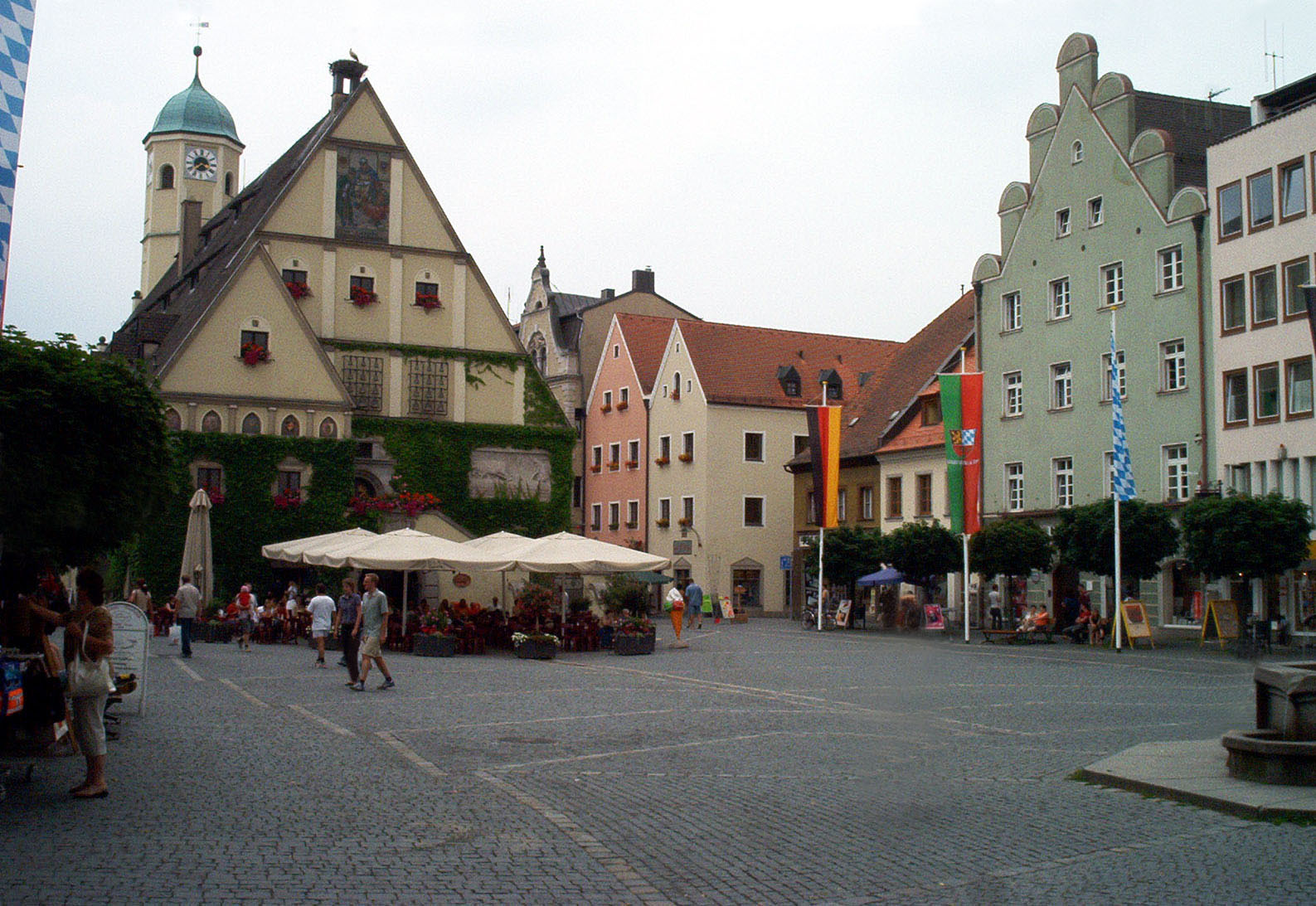
Oberer Markt te Weiden in der Oberpfalz
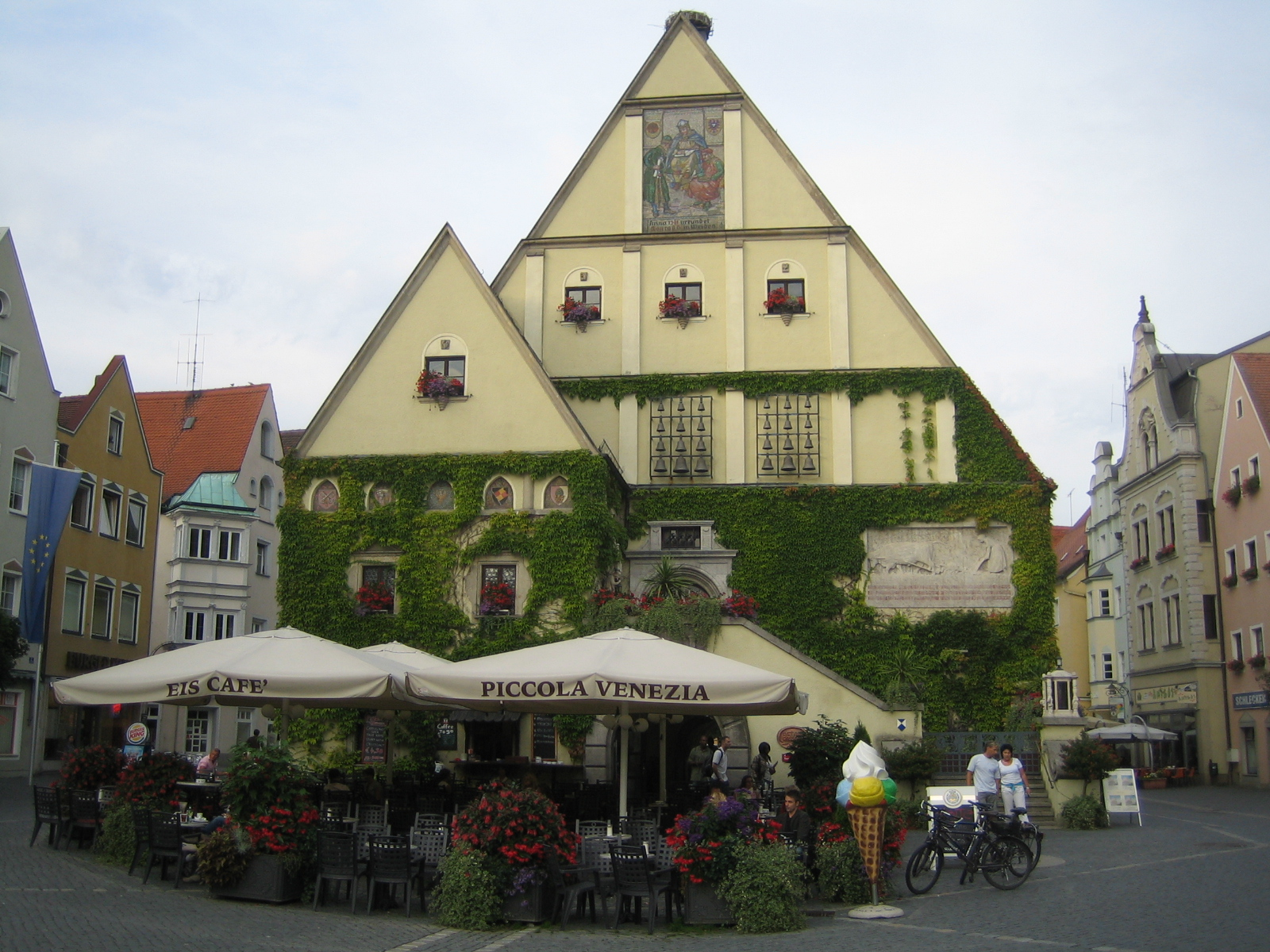
Oude stadhuis
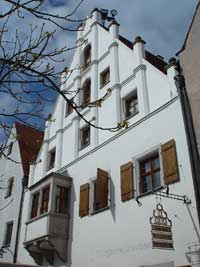
16e-eeuws Burgemeestershuis
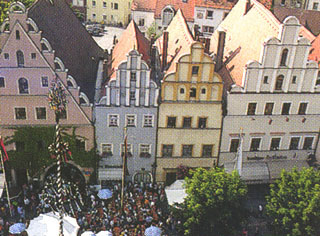
16e-eeuwse gevels aan het marktplein
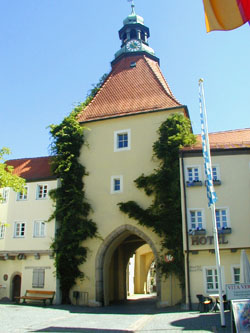
Stadspoort Unteres Tor
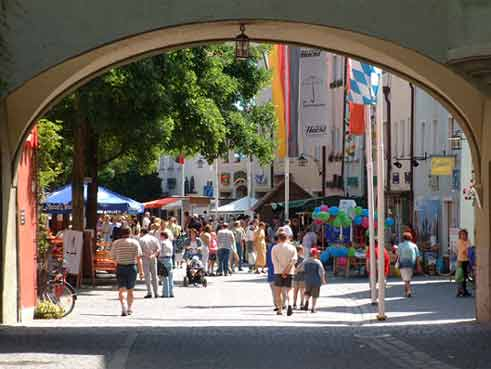
Stadspoort Oberes Tor (herbouwd in 1911)
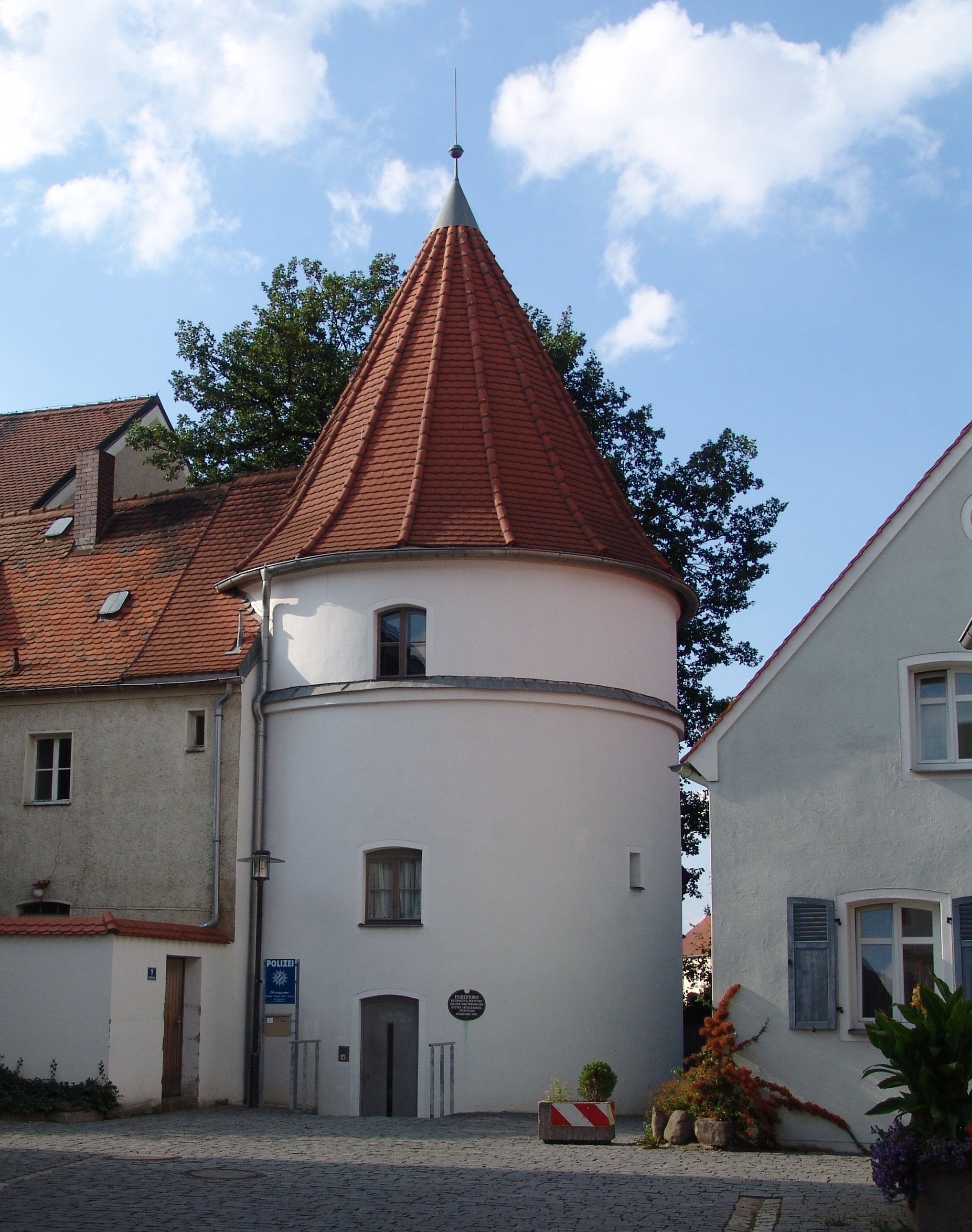
Toren Flurerturm
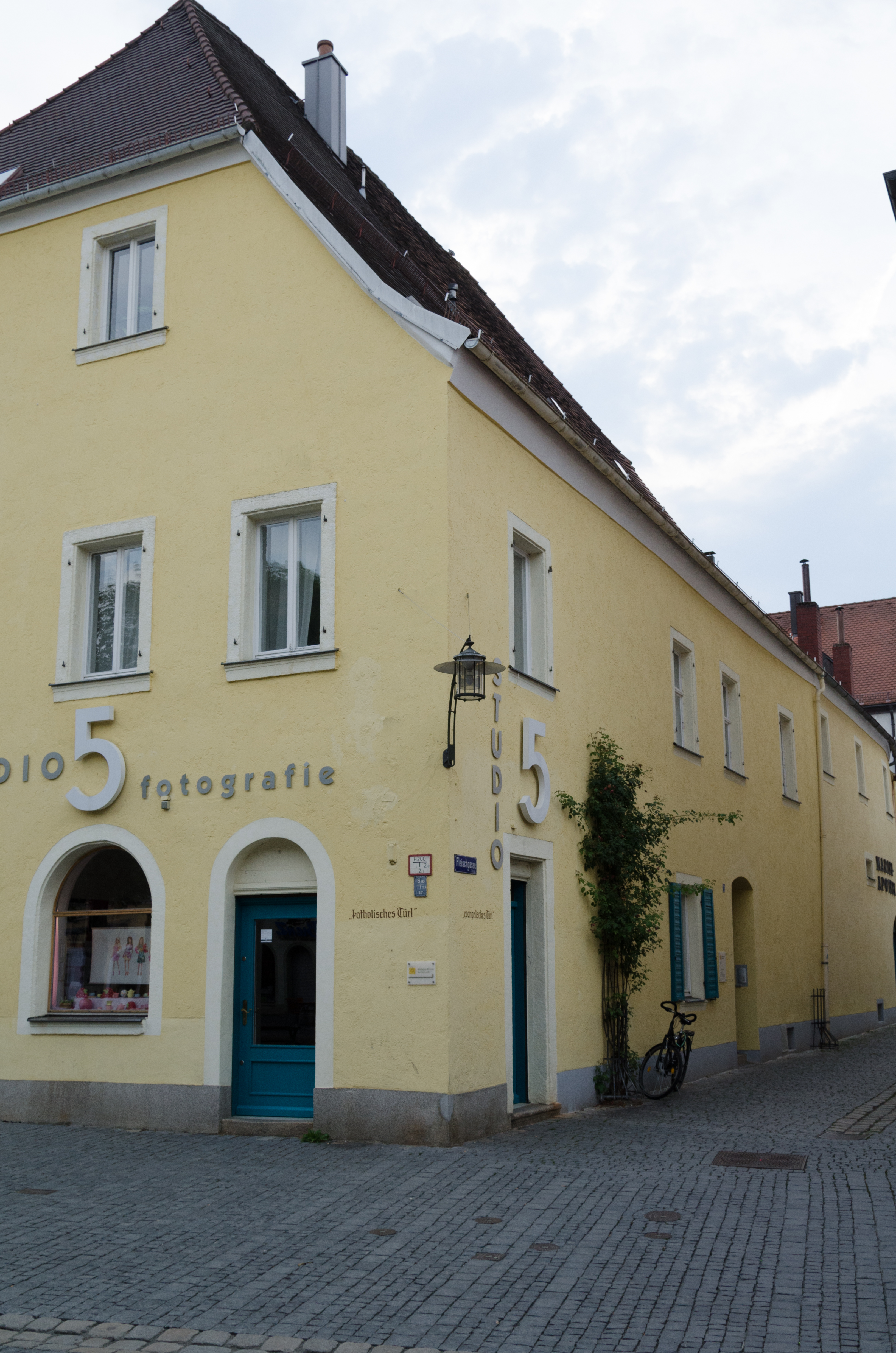
V.m. apotheek aan de Fleischgasse met het katholische Türl (het evangelische Türl direct rechts om de hoek)
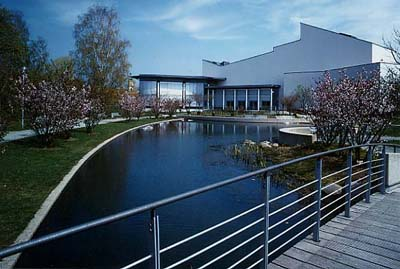
Max-Reger-Halle

## Sport

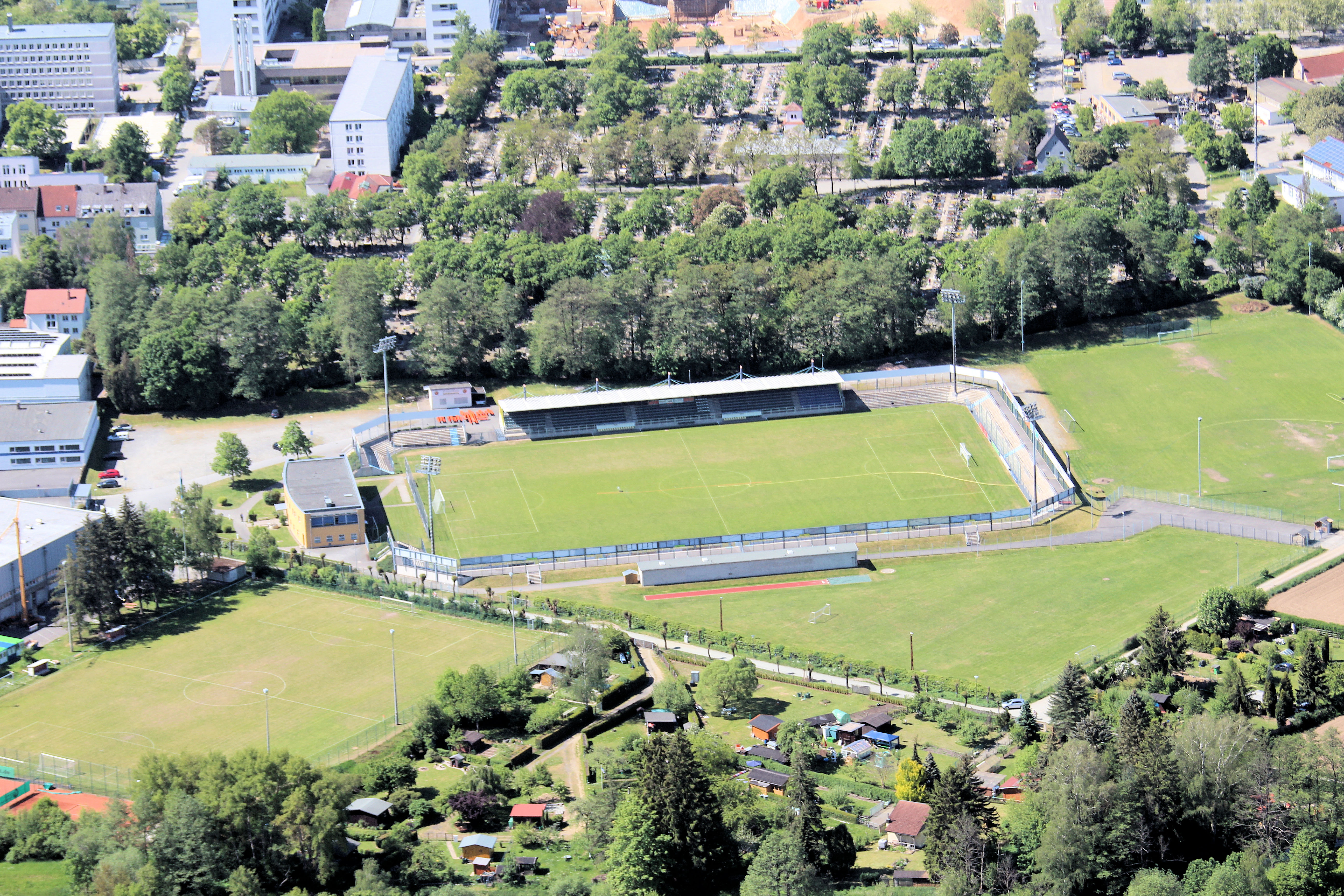
Sparda Bank-Stadion (v/h Stadion am Wasserwerk)

De belangrijkste voetbalclub van Weiden is de SpVgg Weiden 2010, waarvan het eerste mannenelftal (anno 2023) echter niet op hoog niveau speelt. De vereniging speelt haar thuiswedstrijden in het Sparda Bank-Stadion (v/h Stadion am Wasserwerk), met een capaciteit van 7.500 toeschouwers. Het stadion bevindt zich 1½ km ten noordoosten van het centrum van Weiden.
Sporten, waarin clubs uit Weiden op meer dan regionaal niveau spelen, zijn anno 2023 met name ijshockey (in de Hans-Schröpf-Arena) en waterpolo.

## Bekende personen in relatie tot de gemeente

### Geboren te Weiden in der Oberpfalz
- Erhard Weigel (* 16 december 1625; † 21 maart 1699 in Jena), wis- en sterrenkundige en uitvinder; publiceerde in 1697 een belangrijk discussiestuk over de unificatie van de kalender ( zie: Gregoriaanse kalender ; Juliaanse kalender). Weigel was omstreeks 1663 te Jena een van de docenten van Gottfried Wilhelm Leibniz.
- Otto Ambros (* 19 mei 1901; † Mannheim, 23 juli 1990), chemicus en veroordeelde oorlogsmisdadiger
- Martin Gottfried Weiß (* 3 juni 1905; † 29 mei 1946 in Landsberg am Lech, door ophanging terechtgesteld), SS-Obersturmbannführer, commandant in enkele concentratiekampen, waaronder Dachau en Majdanek, veroordeelde oorlogsmisdadiger
- Hugo Strunz (* 24 februari 1910; † Unterwössen, 19 april 2006) was een Duits mineraloog. Strunz is bekend van de naar hem genoemde classificatie van mineralen.
- Horst Eckert (* 7 mei 1959), schrijver van detectiveverhalen en -romans
- Michael Brenner (* 4 januari 1964) Duits-joods historicus en o.a. in de Verenigde Staten een vooraanstaand kenner van de Joodse cultuur. Ook zijn moeder, Henny Brenner (geboren als Henny Wolf op 25 november 1924 in Dresden; overleden op 16 mei 2020 te Weiden in der Oberpfalz) is in literaire kringen niet onbekend. Dit vanwege haar aangrijpende, autobiografische boek Das Lied ist aus (2001), waarin zij beschrijft, hoe zij als dwangarbeidster de Tweede Wereldoorlog overleefde, juist dankzij het bombardement op Dresden van 14 februari 1945.
- Monika Henzinger (* 17 april 1966 als Monika Rauch) IT-deskundige, vooral op het gebied van toepassing van algoritmes in de computerwetenschappen. Zij is sedert 2009 professor aan de Universiteit van Wenen.
- WON ABC, alias Markus Müller (* 15 september 1967), graffitikunstenaar, striptekenaar, beeldend kunstenaar en actiekunstenaar

### Overigen

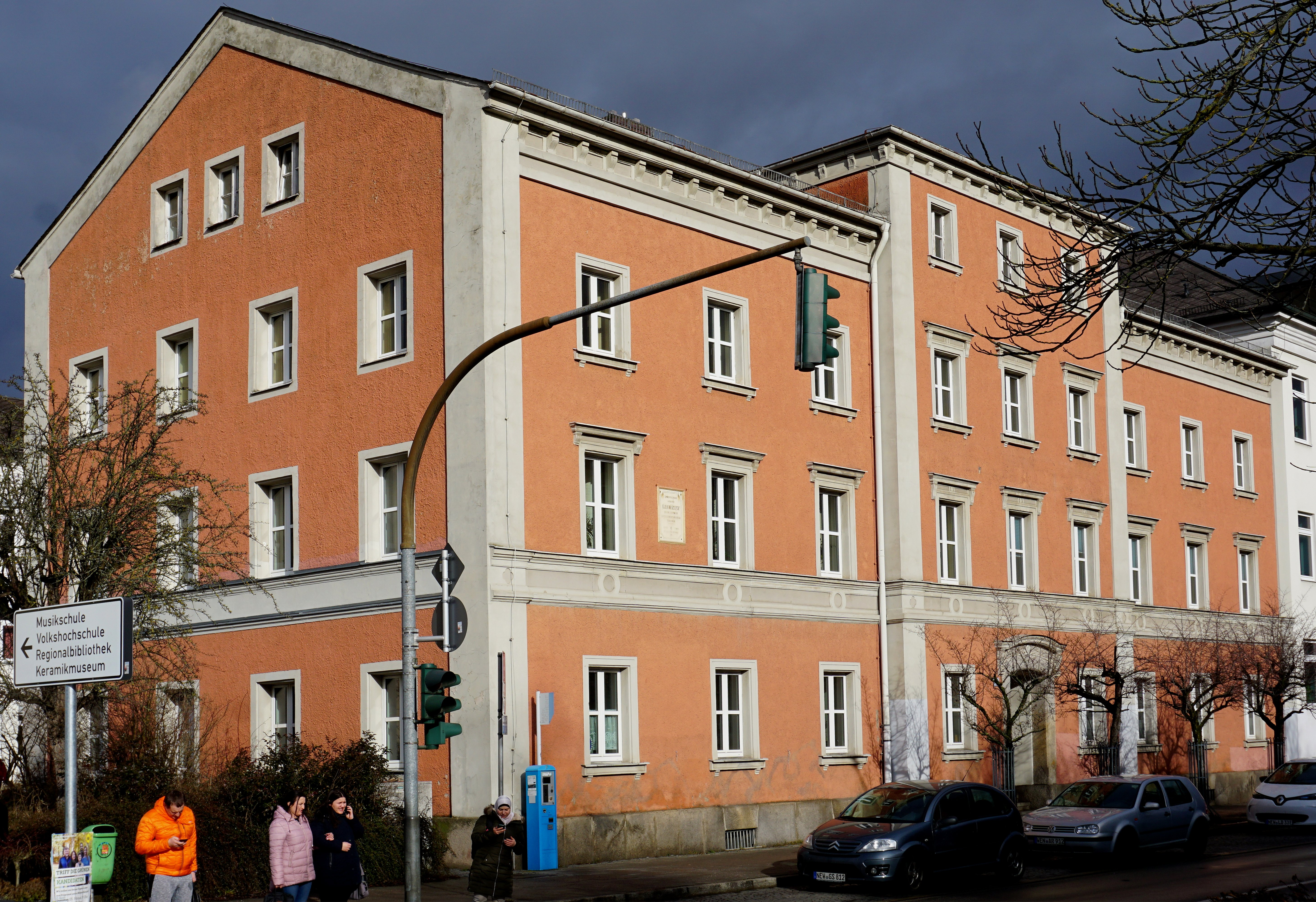
Woonhuis Max Reger
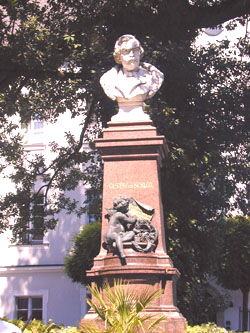
Borstbeeld Gustav von Schlör

- Gustav Schlör, sedert 1866 Ritter von Schlör (* 4 april 1820 op landgoed Hellziechen, gem. Langenbruck bei Vilseck, Oberpfalz; † 25 september 1883 te München) was van 1866 tot 1871 de laatste staatsminister voor Handel en Openbare Werken van het Koninkrijk Beieren. Hij was geruime tijd advocaat en regionaal politicus te Weiden. Schlör bevorderde in sterke mate de uitbreiding van het spoorwegnet. Schlör is ereburger van Weiden; in de stad is een straat en een school naar hem genoemd.
- Max Reger (Brand (Opper-Palts), 19 maart 1873 – Leipzig, 11 mei 1916), componist, pianist, organist, dirigent en muziekpedagoog, woonde van 1878-1901 te Weiden. Naar hem is de Max-Reger-Halle in de stad genoemd.
- Dieter Hildebrandt (Bunzlau, 23 mei 1927 – München, 20 november 2013), acteur, cabaretier en boekauteur; woonde vanaf 1947 enige tijd te Weiden.

## Partnergemeenten
Weiden in der Oberpfalz onderhoudt jumelages met:
- Issy-les-Moulineaux, Frankrijk, sedert 1962
- Macerata, Italië, sedert 1963
- Weiden am See, Oostenrijk, sedert 1969
- Annaberg-Buchholz, Duitsland, sedert 1990
- Mariánské Lázně (oude Duitse naam: Marienbad), Tsjechië, sedert 2008

## Trivia
In het centrum van Weiden staat een eeuwenoude apotheek, die twee oude ingangsdeurtjes heeft, gescheiden naar de godsdienst van de klanten. Om ruzies hierover tussen klanten van de apotheek te vermijden, werd deze destijds voorzien van een evangelisches Türl en een katholisches Türl. Klanten van de beide confessies werden overigens gelijk behandeld.